# Adoukoffikro
Adoukoffikro est une localité rurale à l'est de la Côte d'Ivoire dans la région de l’Indénié-Djuablin,,. Cette localité est administrativement rattachée au département d'Abengourou, capitale du district de la Comoé. La ville d'Abengourou est frontalière avec le Ghana.